# Élections législatives de 1906 dans l'Aude
Les élections législatives dans l'Aude, ont lieu les dimanches 6 mai 1906 et 20 mai 1906.
Elles ont pour but d'élire les 6 députés représentant le département à la Chambre des députés pour un mandat de quatre années.

## Mode de scrutin
L'élection se fait au scrutin d'arrondissement, soit un mode uninominal majoritaire à deux tours.
La circonscription pour l'élection est l'arrondissement.
Le scrutin est individuel, chaque arrondissement élisant un député.
Les arrondissements qui ont plus de cent mille habitants sont divisés. Dans ce cas on élit un député par circonscription électorale.
L'article 18 précise qu'il faut réunir pour être élu au premier tour :
1. La majorité absolue des suffrages exprimés ;
2. Un nombre de suffrages égal au quart des électeurs inscrits.

Au deuxième tour la majorité relative suffit. En cas d'égalité c'est le plus âgé qui est élu.

## Résultats par arrondissement

### Arrondissement de Carcassonne

#### 1ère circonscription (Ouest)
- Elle regroupe les cantons de Carcassonne-Ouest, Carcassonne-Est, Alzonne et Saissac, soit l'ouest de l'arrondissement.

|                | Jules Sauzède *  | Rad-soc        | 6 774  | 57,27  |  |  |
|                | Joseph Pendariès | Libéral        | 3 602  | 30,45  |  |  |
|                | André Jouannin   | Rép G.         | 1 292  | 10,92  |  |  |
|                | Bertrand Gril    |                | 164    | 1,39   |  |  |
|                |                  |                |        |        |  |  |
| Inscrits       | Inscrits         | Inscrits       | 15 191 | 100,00 |  |  |
| Votants        | Votants          | Votants        | 11 923 | 78,49  |  |  |
| Blancs et nuls | Blancs et nuls   | Blancs et nuls | 94     | 0,79   |  |  |
| Exprimés       | Exprimés         | Exprimés       | 11 829 | 99,21  |  |  |

*sortant

#### 2ème circonscription (Est)
- Elle regroupe les cantons de Mas-Cabardès, Conques, Peyriac, Capendu, Lagrasse, Mouthoumet et de Tuchan, soit l'est et le sud de l'arrondissement.

| Candidats      | Candidats          | Étiquette      | Premier tour | Premier tour |
| Candidats      | Candidats          | Étiquette      | Voix         | %            |
| -------------- | ------------------ | -------------- | ------------ | ------------ |
|                | Ferdinand Théron * | Rad-soc        | 8 415        | 60,61        |
|                | Adolphe Turrel     | Rép G          | 5 457        | 39,30        |
|                |                    |                |              |              |
| Inscrits       | Inscrits           | Inscrits       | 17 805       | 100,00       |
| Votants        | Votants            | Votants        | 14 044       | 78,88        |
| Blancs et nuls | Blancs et nuls     | Blancs et nuls | 159          | 1,13         |
| Exprimés       | Exprimés           | Exprimés       | 13 885       | 98,87        |

*sortant

### Arrondissement de Castelnaudary
- Elle regroupe tout l'arrondissement, au nord-ouest du département.

| Candidats      | Candidats                     | Étiquette      | Premier tour | Premier tour | Ballottage | Ballottage |
| Candidats      | Candidats                     | Étiquette      | Voix         | %            | Voix       | %          |
| -------------- | ----------------------------- | -------------- | ------------ | ------------ | ---------- | ---------- |
|                | Jean Durand                   | Rad-soc        | 4 906        | 41,76        | 6 540      | 55,31      |
|                | Olivier de Laurens-Castelet * | Libéral        | 4 486        | 38,18        | 5 273      | 44,60      |
|                | Georges Carroux               | Rad-soc        | 2 357        | 20,06        |            |            |
|                |                               |                |              |              |            |            |
| Inscrits       | Inscrits                      | Inscrits       | 14 656       | 100,00       | 14 656     | 100,00     |
| Votants        | Votants                       | Votants        |              |              | 12 000     | 81,88      |
| Blancs et nuls | Blancs et nuls                | Blancs et nuls |              |              | 176        | 1,47       |
| Exprimés       | Exprimés                      | Exprimés       | 11 749       | 98,53        | 11 824     | 98,53      |

*sortant

### Arrondissement de Limoux
- Il regroupe tous les cantons de l'arrondissement, au sud-ouest du département.

| Candidats      | Candidats                   | Étiquette      | Premier tour | Premier tour |
| Candidats      | Candidats                   | Étiquette      | Voix         | %            |
| -------------- | --------------------------- | -------------- | ------------ | ------------ |
|                | Étienne Dujardin-Beaumetz * | Rad ind        | 9 738        | 91,78        |
|                | Philippe Guinot             | Conservateur   | 565          | 5,33         |
|                | Louis Senègre               |                | 57           | 0,54         |
|                | Joseph Raynaud              |                | 34           | 0,32         |
|                |                             |                |              |              |
| Inscrits       | Inscrits                    | Inscrits       | 20 559       | 100,00       |
| Votants        | Votants                     | Votants        | 13 929       | 67,75        |
| Blancs et nuls | Blancs et nuls              | Blancs et nuls | 3 319        | 23,83        |
| Exprimés       | Exprimés                    | Exprimés       | 10 610       | 76,17        |

*sortant

### Arrondissement de Narbonne

#### 1ère circonscription (Narbonne même)
- Elle regroupe les cantons de Narbonne et de Coursan, soit la partie nord-est de l'arrondissement.

| Candidats      | Candidats                      | Étiquette      | Premier tour | Premier tour |
| Candidats      | Candidats                      | Étiquette      | Voix         | %            |
| -------------- | ------------------------------ | -------------- | ------------ | ------------ |
|                | Émile Aldy                     | SFIO           | 6 363        | 56,84        |
|                | Félix Liouville                | Rép G          | 2 833        | 25,31        |
|                | Henri Ferrouil de Montgaillard | Progressiste   | 1 959        | 17,50        |
|                | Jean Olive                     |                | 19           | 0,17         |
|                |                                |                |              |              |
| Inscrits       | Inscrits                       | Inscrits       | 15 952       | 100,00       |
| Votants        | Votants                        | Votants        | 11 306       | 70,88        |
| Blancs et nuls | Blancs et nuls                 | Blancs et nuls | 109          | 0,96         |
| Exprimés       | Exprimés                       | Exprimés       | 11 194       | 99,04        |

*sortant

#### 2ème circonscription (Ouest)
- Elle regroupe les cantons de Ginestas, Lézignan-Corbières, Durban, et de Sigean, soit la partie ouest de l'arrondissement.

| Candidats      | Candidats        | Étiquette      | Premier tour | Premier tour |
| Candidats      | Candidats        | Étiquette      | Voix         | %            |
| -------------- | ---------------- | -------------- | ------------ | ------------ |
|                | Albert Sarraut * | Rad-soc        | 8 416        | 61,58        |
|                | Achille Sèbe     | Progressiste   | 4 655        | 34,06        |
|                | Joseph Marty     | SFIO           | 603          | 4,41         |
|                |                  |                |              |              |
| Inscrits       | Inscrits         | Inscrits       | 18 663       | 100,00       |
| Votants        | Votants          | Votants        | 13 865       | 74,29        |
| Blancs et nuls | Blancs et nuls   | Blancs et nuls | 197          | 1,42         |
| Exprimés       | Exprimés         | Exprimés       | 13 668       | 98,58        |

*sortant